# UCI America Tour 2015
L'UCI America Tour 2015 fu l'undicesima edizione dell'UCI America Tour, uno dei cinque circuiti continentali di ciclismo dell'Unione Ciclistica Internazionale, composto da trentatré corse che si disputarono tra gennaio e dicembre 2015 in America.

## Calendario

### Gennaio
| Data  | Prova                          | Cat. | Vincitore   | Squadra                    |
| ----- | ------------------------------ | ---- | ----------- | -------------------------- |
| 9-18  | Vuelta al Táchira en Bicicleta | 2.2  | José Rujano | Boyaca se Atreve-Liciboy   |
| 19-25 | Tour de San Luis               | 2.1  | Daniel Díaz | Funvic-São José dos Campos |

### Febbraio
| Data | Prova                                              | Cat. | Vincitore      | Squadra                    |
| ---- | -------------------------------------------------- | ---- | -------------- | -------------------------- |
| 22-1 | Vuelta Independencia Nacional República Dominicana | 2.2  | Robigzon Oyola | EPM-UNE-Área Metropolitana |

### Marzo
| Data | Prova                       | Cat. | Vincitore      | Squadra              |
| ---- | --------------------------- | ---- | -------------- | -------------------- |
| 27-5 | Vuelta Ciclista del Uruguay | 2.2  | Carlos Oyarzún | Keith Mobel Partizan |

### Aprile
| Data  | Prova                                               | Cat. | Vincitore          | Squadra             |
| ----- | --------------------------------------------------- | ---- | ------------------ | ------------------- |
| 8-12  | Volta Ciclística Internacional do Rio Grande do Sul | 2.2  | Byron Guamá        | Team Ecuador        |
| 23-26 | Joe Martin Stage Race                               | 2.2  | Gregory Brenes     | Jamis-Hagens Berman |
| 28-3  | Vuelta Mexico                                       | 2.2  | Francisco Colorado |                     |
| 29-3  | Tour of the Gila                                    | 2.2  | Rob Britton        | Team SmartStop      |

### Maggio
| Data  | Prova                                         | Cat. | Vincitore         | Squadra              |
| ----- | --------------------------------------------- | ---- | ----------------- | -------------------- |
| 8     | Campionati panamericani - Cronometro Under-23 | CC   | Carlos Oyarzún    | Cile                 |
| 8     | Campionati panamericani - Cronometro          | CC   | Ignacio Prado     | Messico              |
| 9     | Campionati panamericani - In linea Under-23   | CC   | Jhonatan Restrepo | Colombia             |
| 10    | Campionati panamericani - In linea            | CC   | Byron Guamá       | Ecuador              |
| 10-17 | Tour of California                            | 2.HC | Peter Sagan       | Tinkoff-Saxo         |
| 16    | Copa Federación Venezolana de Ciclismo        | 1.2  | Honorio Machado   |                      |
| 17    | Clásico FVCiclismo Corre por la Vida          | 1.2  | Miguel Ubeto      |                      |
| 27-31 | Volta Ciclística Internacional do Paraná      | 2.2  | Rodrigo Araújo    |                      |
| 28-31 | Grand Prix Cycliste de Saguenay               | 2.2  | Matteo Dal-Cin    | Silber Pro Cycling   |
| 31    | Winston Salem Cycling Classic                 | 1.2  | Toms Skujiņš      | Hincapie Racing Team |

### Giugno
| Data  | Prova                                      | Cat. | Vincitore      | Squadra                |
| ----- | ------------------------------------------ | ---- | -------------- | ---------------------- |
| 1     | Philadelphia International Cycling Classic | 1.1  | Carlos Barbero | Caja Rural-Seguros RGA |
| 10-14 | Tour de Beauce                             | 2.2  | Peio Bilbao    | Caja Rural-Seguros RGA |
| 12-21 | Vuelta Ciclista a Venezuela                | 2.2  | José Alarcón   | Lotería del Táchira    |

### Luglio
| Data | Prova           | Cat. | Vincitore  | Squadra                            |
| ---- | --------------- | ---- | ---------- | ---------------------------------- |
| 12   | Delta Road Race | 1.2  | Eric Young | Optum p/b Kelly Benefit Strategies |

### Agosto
| Data  | Prova                                | Cat. | Vincitore            | Squadra                    |
| ----- | ------------------------------------ | ---- | -------------------- | -------------------------- |
| 2-15  | Vuelta a Colombia                    | 2.2  | Óscar Sevilla        | EPM-UNE-Área Metropolitana |
| 3-9   | Tour of Utah                         | 2.1  | Joseph Dombrowski    | Team Cannondale-Garmin     |
| 16    | International Road Cycling Challenge | 1.2  | Alexis Vuillermoz    | Francia                    |
| 17-23 | USA Pro Challenge                    | 2.HC | Rohan Dennis         | BMC Racing Team            |
| 25-30 | Tour do Rio                          | 2.2  | Gustavo César Veloso | W52-Quinta da Lixa         |
| 29    | Grand Prix of Portland               | 1.2  | annullato            | annullato                  |

### Settembre
| Data | Prova           | Cat. | Vincitore         | Squadra                           |
| ---- | --------------- | ---- | ----------------- | --------------------------------- |
| 2-7  | Tour of Alberta | 2.1  | Bauke Mollema     | Trek Factory Racing               |
| 12   | The Reading 120 | 1.2  | Daniel Summerhill | UnitedHealthcare Pro Cycling Team |

### Ottobre
| Data | Prova                  | Cat. | Vincitore                 | Squadra                        |
| ---- | ---------------------- | ---- | ------------------------- | ------------------------------ |
| 4    | Tobago Cycling Classic | 1.2  | Adderlyn Felix Cruz Colon | Inteja-MMR                     |
| 26-1 | Vuelta a Guatemala     | 2.2  | Román Villalobos Solis    | Nestlé-Giant-Courtyard Marriot |

### Novembre
| Data  | Prova                    | Cat. | Vincitore        | Squadra                    |
| ----- | ------------------------ | ---- | ---------------- | -------------------------- |
| 14-18 | Vuelta al Ecuador        | 2.2  | annullata        | annullata                  |
| 15    | Copa América de Ciclismo | 1.2  | Carlos Manarelli | Funvic-São José dos Campos |

### Dicembre
| Data  | Prova                        | Cat. | Vincitore         | Squadra                                    |
| ----- | ---------------------------- | ---- | ----------------- | ------------------------------------------ |
| 14-25 | Vuelta Ciclista a Costa Rica | 2.2  | Juan Carlos Rojas | Frijoles los Tierniticos-Arroz Halcón-Roes |

## Classifiche
Classifiche finali.
| Pos. | Corridore         | Squadra        | Punti |
| ---- | ----------------- | -------------- | ----- |
| 1    | Toms Skujiņš      | Hincapie       | 208,4 |
| 2    | Byron Guamá       | Ecuador        | 198   |
| 3    | Michael Woods     | Optum          | 179   |
| 4    | Daniel Díaz       | Funvic         | 158   |
| 5    | Óscar Sevilla     | EPM-UNE        | 136,6 |
| 6    | William Chiarello |                | 135   |
| 7    | Miguel Ubeto      |                | 129   |
| 8    | Manuel Rodas      |                | 126   |
| 9    | Kiel Reijnen      | UnitedHealthc. | 124   |
| 10   | Josué González    |                | 120   |

| Pos. | Squadra                      | Punti |
| ---- | ---------------------------- | ----- |
| 1    | Optum p/b Kelly Benefit Str. | 494   |
| 2    | Funvic-São José dos Campos   | 481   |
| 3    | Hincapie Racing Team         | 400   |
| 4    | UnitedHealthcare             | 343   |
| 5    | EPM-UNE-Área Metropolitana   | 332,2 |
| 6    | Team SmartStop               | 315   |
| 7    | Team Ecuador                 | 293   |
| 8    | Orgullo Antioqueño           | 200   |
| 9    | Jamis-Hagens Berman          | 190   |
| 9    | Silber Pro Cycling           | 190   |

| Pos. | Nazione     | Punti  |
| ---- | ----------- | ------ |
| 1    | Colombia    | 890,35 |
| 2    | Canada      | 850    |
| 3    | Argentina   | 804    |
| 4    | Venezuela   | 688    |
| 5    | Stati Uniti | 687    |
| 6    | Brasile     | 571,5  |
| 7    | Costa Rica  | 551    |
| 8    | Ecuador     | 396    |
| 9    | Cile        | 327    |
| 10   | Messico     | 327    |